# Largo do Carmo
Largo do Carmo (Carmen-pladsen) er en mindre plads i bydelen Chiado i det centrale Lissabon, Portugals hovedstad. I midten af pladsen står Chafariz do Carmo (Carmenspringvandet) fra 1771, omkranset af jacarandatræer, der giver skygge til hele torvet.
Selv om pladsen er lille har den stor historisk betydning. Pladsen er anlagt ovenpå og ved siden af ruinerne af et kloster fra det 14. århundrede, og ruinen af den gamle klosterkirke ses stadig, lige ved siden af adgangsvejen til Santa Justa Elevator, som har forbindelse til de lavere liggende dele af byen.
Nabo til klosterruinen er Carmo-hovedkvarteret for Nationalgarden. Denne bygning spillede en central rolle under Nellikerevolutionen den 25. april 1974, idet det var hertil at Portugals premierminister Marcello Caetano flygtede for at undslippe revolutionen. I stedet endte det med, at proklamationen om diktaturets ophævelse blev udråbt fra bygningens balkon. Hvert år den 25. april samles folk på pladsen foran Nationalgardens bygning for at mindes og fejre den ublodige Nellikerevolution.
Pladsen er i dag et yndet samlingssted for lokale og turister, der nyder den rolige atmosfære med udeservering og hyppige besøg af gademusikanter.
38°42′43″N 9°08′27″V / 38.71194°N 9.14083°V